# Operación Warp Speed
La Operación Warp Speed (OWS) es una asociación público-privada iniciada por el gobierno de EE. UU. Para facilitar y acelerar el desarrollo, la fabricación y la distribución de vacunas, terapias y diagnósticos contra la COVID-19. El primer informe de noticias de la Operación Warp Speed fue el 29 de abril de 2020, y el programa se anunció oficialmente el 15 de mayo de 2020 por la administración de Donald Trump.
El programa promueve la producción masiva de múltiples vacunas y diferentes tipos de tecnologías de vacunas, basado en evidencia preliminar, lo que permite una distribución más rápida si los ensayos clínicos confirman que una de las vacunas es segura y efectiva. El plan prevé que algunas de estas vacunas no resultarán seguras ni efectivas, lo que hará que el programa sea más costoso que el desarrollo de una vacuna típica, pero podría conducir a la disponibilidad de una vacuna viable varios meses antes de los plazos habituales.
La operación Warp Speed (inicialmente financiada con alrededor de $ 10 mil millones de la Ley CARES (Ayuda, Alivio y Seguridad Económica por Coronavirus) aprobada por el Congreso de los Estados Unidos el 27 de marzo) es un programa interagencial que incluye componentes del Departamento de Salud y Servicios Humanos, incluidos los Centros para el Control y Prevención de Enfermedades, la Administración de Alimentos y Medicamentos, los Institutos Nacionales de Salud y la Autoridad de Investigación y Desarrollo Biomédico Avanzado (BARDA); el Departamento de Defensa; firmas privadas; y otras agencias federales, incluido el Departamento de Agricultura, el Departamento de Energía y el Departamento de Asuntos de Veteranos.

## Historia
El 15 de mayo de 2020, el presidente Donald J. Trump anunció oficialmente la asociación público-privada. El propósito de la Operación Warp Speed es coordinar los esfuerzos de salud y servicios humanos, incluida la asociación NIH ACTIV para el desarrollo de vacunas y terapias, la iniciativa NIH RADx para el desarrollo de diagnósticos y el trabajo de BARDA.
La Operación Warp Speed se formó para alentar las asociaciones públicas y privadas para permitir una aprobación y producción más rápidas de vacunas durante la pandemia de la COVID-19.
La Administración de Alimentos y Medicamentos anunció el 30 de junio de 2020 que la vacuna deberá tener al menos un 50% de efectividad para obtener la aprobación, al menos para disminuir la gravedad de los síntomas de la COVID-19.

## Metas
Los principales objetivos de financiación y ejecución de la Operación Warp Speed son:

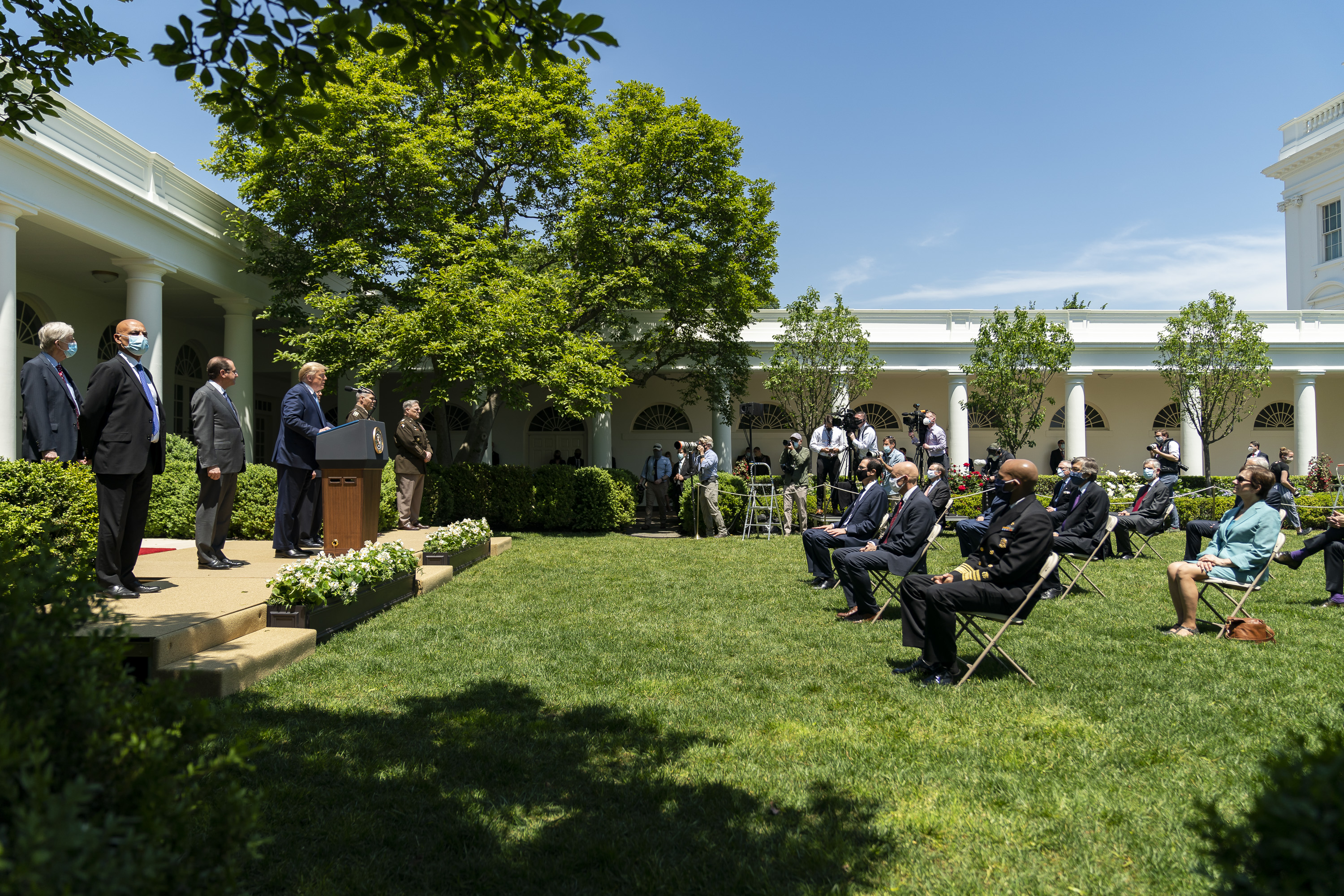
El presidente Donald Trump anuncia formalmente la Operación Warp Speed el 15 de mayo de 2020 en el Jardín de Rosas de la Casa Blanca.

- Apoyar a los fabricantes para la I + D de hasta siete tecnologías de vacunas diferentes simultáneamente y ciertos compuestos terapéuticos.[2]
- Apoyar a varios fabricantes de vacunas para una rápida ampliación de la capacidad de fabricación.[2]
- Apoyar a la organización y facilitar la revisión simultánea por parte de la FDA de los ensayos clínicos de fase I-III sobre varias de las vacunas candidatas más prometedoras.[2]
- Facilitar la fabricación de candidatos a vacunas mientras permanecen preaprobados durante la investigación clínica preliminar para prepararse para un despliegue rápido, si se demuestra que son seguros y eficaces.[2][10]
- Facilitar la revisión rápida y la autorización de uso de emergencia (EUA) basada en datos preliminares de seguridad y eficacia.
- Entregar 300 millones de dosis de diferentes vacunas con la aprobación de la EUA para enero de 2021.[2]
- Coordinar con el Departamento de Defensa el suministro, la producción y el despliegue de vacunas en los Estados Unidos, y realizar un seguimiento de cada vial de vacuna y el calendario de inyección para cada estadounidense que reciba una vacuna.[2][11]